# Maria Luisa Congiu
Maria Luisa Congiu (Roma, 18 aprile 1973) è una cantautrice italiana.

## Biografia
Nata a Roma da padre sardo, originario di Oliena, e da madre romana, si è trasferita con la famiglia in Sardegna a 18 anni e si è dedicata allo studio delle tradizioni musicali sarde e della lingua.

### Carriera
Inizia la sua carriera musicale nel 1992, esibendosi in alcuni concerti nel suo paese d'origine.
Nel 1999 fonda con una sua compaesana, Giuseppina Deiana (anche lei cantante), il Duo di Oliena. 
Nello stesso anno esce il primo lavoro discografico, “Sas sette meravizzas”, con il quale Maria Luisa debutta anche in qualità di autrice di testi. Nel 2000, con “Bandelas”, la cantante di Oliena completa il suo percorso, scrivendo anche le musiche dei brani che esegue.Il 2002 è l'anno della consacrazione con “Abbajara” (nel quale figurano anche brani scritti da Paolo Pillonca).
Nel 2003, insieme al grande tenore di Porto Torres Francesco Demuro, realizza la sigla di uno dei programmi TV, della emittente sarda Videolina, più seguiti in Sardegna, "Sardegna Canta", un programma dedicato al folklore.
Dopo lo scioglimento del Duo di Oliena, nel 2004, continua con successo la carriera come solista.
Il suo primo album è "Arveschida", uscito nello stesso anno. Si tratta di un CD "di transizione", che contiene fra gli altri alcuni duetti con Francesco Demuro. Nel 2005 duetta con Maria Giovanna Cherchi nel brano Su ballu nou, contenuto nel disco Mediterranea della Cherchi. Nel 2006 Maria Luisa pubblica "Fozas in su entu", contenente alcuni inediti e parte della produzione musicale degli anni 1999-2004 (periodo in cui faceva parte del Duo di Oliena).
Due anni dopo esce "Milagros" e, nel 2009, "Soneanima", tributo ad Andrea Parodi, il famoso cantante dei Tazenda scomparso prematuramente.
A Marzo del 2010 arriva la collana di CD “Donne stelle della Sardegna”, in collaborazione con Maria Giovanna Cherchi e Carla Denule distribuito dall’Unione Sarda con altri CD di altrettante voci femminili di Sardegna
L'anno seguente vede l'uscita di due album: il primo, "Ego" è stato presentato in un concerto ad Oliena. Il secondo, "Semplicemente Maria" è una raccolta, la prima delle due pubblicate dalla cantante. La seconda, "Istellas", uscirà nel 2013. 
A fronte del suo grande senso di giustizia e solidarietà nel 2012 incide “MPS”, singolo dedicato al Movimento Pastori Sardi.
Nel frattempo, nel 2013, intreccia una collaborazione musicale con Ivana Spagna, dal titolo Donne come noi, che la vede duettare insieme alla cantante in tre concerti ad Oliena, Arzana e Muravera, riscuotendo sempre un enorme consenso.
Nel 2014 inizia a lavorare al suo nuovo CD, con due singoli: "Taj Mahal" e "Su Muttu 'e sos puzzones", presentati durante una puntata della trasmissione Sardegna Canta su Videolina, registrata a Desulo. Il CD, "Boghe de s'Anima", esce l'anno dopo. Fra i tanti brani vi è un omaggio al maestro di bisso Chiara Vigo e al celebre maestro del coro Su Nugoresu Tonino Puddu.
Due anni più tardi, in occasione dei suoi primi 25 anni di carriera, la cantante pubblica un nuovo brano, dal titolo Ajò, dedicato agli emigrati sardi. L’anno dopo intraprende una collaborazione col gruppo nuorese degli Istentales, con i quali pubblica il singolo Lumeras, che dà il nome al progetto omonimo.

### Premi e riconoscimenti
Vari riconoscimenti ricevuti sia in Sardegna che in Italia attestano la popolarità e l'indiscussa fama che la cantante attraverso la cultura, la musica e le sue poesie fa lievitare con il suo essere donna, madre, poetessa, cantautrice, divenendo pilastro della musica sarda contemporanea:
Nel 2006 l'Associazione culturale “Bardia” di Dorgali le conferisce il premio “Categoria Oro” per il suo valore stilistico nel canto e per l'impegno profuso per la promozione della Lingua, della Musica e dell'identità sarda.
Nel 2007 ha rappresentato il canto e la cultura sarda nel corso del seminario dedicato alle culture popolari presso l'Università La Sapienza di Roma.
Nel 2008 riceve dall'Amministrazione Comunale di Assemini il titolo di “Amica della città”. Nello stesso anno l'Amministrazione Comunale di Oliena la premia per il contributo che da sempre ha dato nel valorizzare lingua, cultura e identità sarde.
Nel 2010 la comunità di Mamoiada, le assegna il riconoscimento “Premiu a s'istima-soha de oro”. Sempre nello stesso anno, nel libro musicale dedicato a Giovanni Paolo II pubblicato dalla Federazione Italiana delle Tradizioni Popolari, nel quale sono inseriti i canti Mariani tradizionali italiani, è presente, oltre a Deus ti salvet Maria” di Bonaventura Licheri, la sua “Perdonanos”, da questo riconoscimento Maria Luisa Congiu rivela la capacità di esplodere in un sistema ancora chiuso aprendosi all'internazionalizzazione.
Nel 2015 è stata insignita, durante una cerimonia svoltasi nel Palazzo Civico di Cagliari, insieme all'attivista curda Ezel Alcu, del prestigioso premio internazionale "Il filo della pace", realizzato dal Maestro di bisso Chiara Vigo. Alla cantautrice inoltre è stato affidato, per il suo impegno costante a favore della pace e della giustizia tra i popoli, il ruolo di ambasciatrice per la causa delle popolazioni curde afflitte dalla piaga del terrorismo.

## Discografia
Nel corso della sua carriera, la cantante ha pubblicato 10 album (di cui 3 col Duo di Oliena e 7 da solista), 4 brani singoli e 2 raccolte.

### Con il Duo di Oliena
- 1999: Sas sette meravizas
- 2000: Bandelas
- 2002: Abbajara

### Come solista
- 2004: Arveschida
- 2006: Fozas in su entu
- 2008: Milagros
- 2009: Soneanima
- 2010: Ego
- 2015: Boghe de s'Anima
- 2019: Tempus ‘e Omine

#### Singoli
- 2012: MPS
- 2014: Taj Mahal e Su muttu de sos puzzones
- 2017: Ajò
- 2018: Lumeras

#### Raccolte
- 2010: Semplicemente Maria
- 2013: Istellas

### Collaborazioni
- 2013: Donne come noi con Ivana Spagna
- 2014: Collaborazione con Antonella Ruggiero
- 2018: Lumeras con gli Istentales
- 2021: Lughe Noa con Tore Fazzi